# Franz Joseph von Gerstner
Franz Joseph von Gerstner, före adlandet 1810 Gerstner, född 22 februari 1756 i Komotau, död 25 juli 1832 i Mladejow, var en böhmisk matematiker och ingenjör, far till Franz Anton von Gerstner.
Gerstner blev 1779 ingenjör, 1784 adjunkt vid observatoriet i Prag samt 1789 professor i matematik i samma stad. På Gerstners initiativ inrättades 1806 i Prag ett polytekniskt institut, det första i Mellaneuropa, vilket ända till 1832 stod under Gerstners ledning och vid vilket han sedan under mer än två decennier var verksam som lärare. Från 1811 var Gerstner chef för vattenbyggnaderna i Böhmen.
Asteroiden 3887 Gerstner är uppkallad efter honom och sonen.